# 昂戈蒙
昂戈蒙（法語：Angomont，法語發音：[ɑ̃ɡɔmɔ̃]）是法国默尔特-摩泽尔省的一个市镇，属于吕内维尔区。

## 地理
昂戈蒙（48°30'58"N, 6°56'48"E）面积17.28 平方千米，位于法国大東部大區默尔特-摩泽尔省，该省份为法国东北部内陆省份，是洛林的一部分，北邻比利时、卢森堡，北起顺时针与摩泽尔省、下莱茵省、孚日省和默兹省接壤。
与昂戈蒙接壤的市镇（或旧市镇、城区）包括：巴东维莱、比永维尔、布雷梅尼勒、皮埃尔佩尔塞、圣索沃尔。

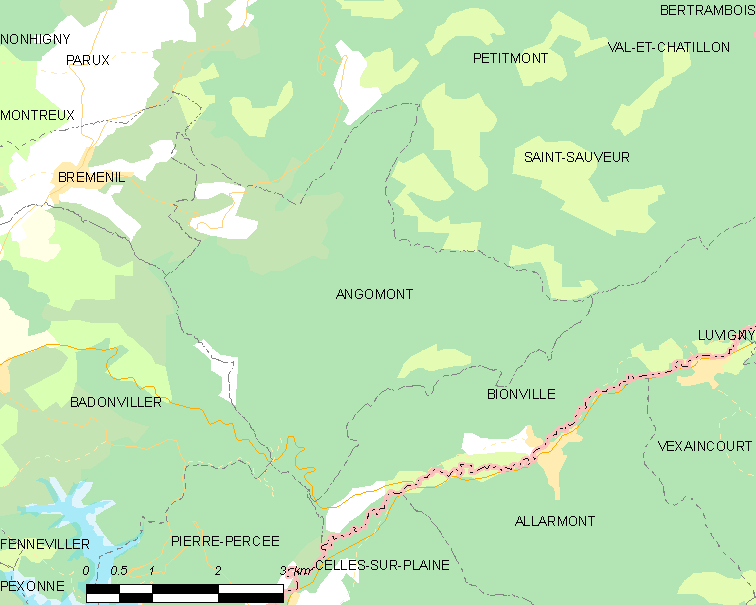
昂戈蒙的OSM定位图

昂戈蒙的时区为UTC+01:00、UTC+02:00（夏令时）。

## 行政
昂戈蒙的邮政编码为54540，INSEE市镇编码为54017。

## 政治
昂戈蒙所属的省级选区为巴卡拉县。

## 人口

1962-2008年间昂戈蒙人口变化图示

昂戈蒙于2022年1月1日时的人口数量为75人。